# Euvrilletta grossa
Euvrilletta grossa är en skalbaggsart som först beskrevs av Van Dyke 1946.  Euvrilletta grossa ingår i släktet Euvrilletta och familjen trägnagare. Inga underarter finns listade i Catalogue of Life.